# Золкин, Андрей Матвеевич
Андрей Матвеевич Золкин (1907 — 1991) — гвардии красноармеец Рабоче-крестьянской Красной Армии, участник Великой Отечественной войны, Герой Советского Союза (1945).

## Биография
Родился 26 ноября 1907 года в селе Чугинка (ныне — Станично-Луганский район Луганской области Украины). После окончания четырёх классов школы работал в колхозе.
В 1941 году был призван на службу в Красную Армию. С того же года — на фронтах Великой Отечественной войны. К апрелю 1945 года гвардии красноармеец Андрей Золкин был сапёром-подрывником 54-го гвардейского отдельного сапёрного батальона 1-го гвардейского механизированного корпуса 4-й гвардейской армии 3-го Украинского фронта. Отличился во время штурма Вены.
13 апреля 1945 года в составе группы из шести добровольцев проник в немецкий тыл и вышел к Имперскому мосту с целью разминировать его. Несмотря на то, что мост тщательно охранялся, группа сумела добраться до проводов, ведущих к взрывчатке, и перерезать их.
Указом Президиума Верховного Совета СССР от 29 июня 1945 года за «смелость, отвагу и мужество, проявленные в операции по захвату Имперского моста через Дунай в Вене, его разминированию и удержанию» гвардии красноармеец Андрей Золкин был удостоен звания Героя Советского Союза с вручением ордена Ленина и медали «Золотая Звезда» за номером 8889.
После окончания войны демобилизован. Вернулся в родное село, работал бригадиром, учётчиком, плотником. Скончался 29 октября 1991 года.
Был также награждён орденом Отечественной войны 1-й степени и рядом медалей.